# Sľub (singolo)
"Sľub" è un singolo della cantante slovacca Dara Rolins, pubblicato il 13 febbraio 2025.
Questa è la canzone che dà il titolo all'omonima serie di TV Markíza, Sľub, che si svolge negli anni 1980.

## Descrizione
Gli autori della musica per la canzone Sľub sono i produttori musicali slovacchi Tomáš Zubák e Peter Graus della Creative music house, che collaborano con TV Markíza su importanti progetti di intrattenimento come Let’s Dance o SuperStar. Entrambi i produttori avevano già collaborato in passato con Dara Rolins e la canzone "Ide o život" è stato creato esattamente 20 anni dopo il loro successo congiunto. La canzone è concepita nello stile degli anni 1980, ma con un'elaborazione sonora moderna.
Il singolo Sľub è stato esibito da Dara Rolins al programma Teleráno di TV Markíza il 10° febbraio 2025. Lo stesso giorno è stato trasmesso in anteprima esclusiva su Rádio Expres. Il 13 febbraio la canzone è stata pubblicata sulle piattaforme digitali.

## Video musicale
Il video musicale della canzone è stata pubblicata il 14° febbraio 2025 sul canale YouTube di TV Markíza. La regia è stata affidata a Bao Miro, la fotografia a Igor Smitka e la supervisione creativa a Miňo Kereš. 
Nel video musicale, Dara Rolins appare accanto agli attori della serie.
Il video musicale cattura una serie di elementi retrò che fanno riferimento all'era socialista, tra cui costumi e acconciature dell'epoca. La cantante Dara Rolins appare nel video musicale insieme agli attori della serie nei locali in cui la serie viene prodotta, interpretando diversi personaggi. In una delle scene appare anche come insegnante di classe.

## Tracce
1. "Sľub" – 3:21

## Formazione
canzione
- Dara Rolins – canto
- Peter Graus, Tomáš Zubák – musica
- Dara Rolins – testo della canzone

video musicale
- Bao Miro – direzione
- Igor Smitka – cameraman
- Miňo Kereš – supervisione creativa

## Successo commerciale
Il singolo ha debuttato all'11° posto nella classifica di ČNS IFPI dei singoli nazionali più ascoltati dalle radio slovacche.